# Andreacarus
Andreacarus es un género de ácaros perteneciente a la familia  Laelapidae.

## Especies
- Andreacarus aegleis Domrow, 1972
- Andreacarus anadema Domrow, 1978
- Andreacarus balanites Domrow, 1977
- Andreacarus hemicentetes Fain, 1991
- Andreacarus impensus Radford, 1953
- Andreacarus matthyssei Fain, 1991
- Andreacarus radfordi Domrow, 1963
- Andreacarus synoecus Domrow, 1978
- Andreacarus tauffliebi Domrow, 1963